# A Függetlenek
A Függetlenek (Die Unabhängigen, DU) jobboldali populista, euroszkeptikus párt Liechtensteinben.

## Története
A pártot 2013-ban alapította Harry Quaderer, miután elhagyta a Hazafias Uniót. Először a 2013-as választáson indultak, ahol 15,3 százalékos eredménnyel és négy mandátummal a harmadik legerősebb párt lettek az FBP és a VU mögött. Ennek eredményeként négy jelölt jutott egyenesen a liechtensteini tartományi parlamentbe, amelynek összesen 25 tagja van.
A 2017-es választásokon A Függetlenek 3,1 százalékponttal 18,4 százalékra tudták növelni a szavazatok arányát, és még egy mandátumot szereztek.
Erich Haslert 2018 augusztusában véleménykülönbségek miatt kizárták a pártból és a parlamenti frakcióból. Ennek eredményeként Herbert Elkuch és Thomas Rehak is elhagyta a pártot. A függetlenek így két mandátumra zsugorodtak a Landtagban, és elvesztették parlamenti frakcióstátuszt. A három kilépett képviselő megalakította az „Új frakciót” (NF) és megalapította a Demokraták Liechtensteinért (DPL) nevű pártot.
2015 és 2019 között A Függetleneket egy-egy tag képviselte három liechtensteini önkormányzat önkormányzati tanácsában. 2019 óta a párt csak Schaan önkormányzati tanácsában van képviselve.
A Függetlenek 2013 óta adnak ki egy újságot „Hoi du” címmel.

## Politikai álláspont
A Függetlenek nem tekintik magukat klasszikus pártnak, amely a párt vezetésének vagy ideológiájának irányelveit követi. Saját bevallásuk szerint politikai munkájuk során elsősorban a Liechtensteini Hercegség alkotmányának 57. cikkére kötelezik magukat. Ott ez áll: "A Landtag tagjai csak esküjük és meggyőződésük szerint szavaznak", és megfogadják, hogy "tudásuk és meggyőződésük szerint mindenféle másodlagos megfontolás nélkül támogatják a haza jólétét".
Gazdasági szempontból liberális álláspontot képviselnek, ellenzik a fokozott szabályozást és az állami struktúrák észszerűsítését, emellett a közvetlen demokrácia megerősítését és a közvetlen kormányválasztásokat szorgalmazzák. Ez utóbbit eddig a parlament választotta meg, és az államfő, a herceg nevezte ki.
A Függetlenek bírálják az EU menekültpolitikáját. Harry Quaderer parlamenti képviselő egy felszólalásában kijelentette: "Úgy tűnik, hogy az EU a merkeli Németország vezetésével képtelen befolyást gyakorolni a Közel-Keleten és a békéért dolgozni. És mit csinál helyette az EU bürokráciája: Fejlődik a menekültkvóta-mechanizmus."
A villamos energia árának csökkentését is szorgalmazzák a liechtensteini erőműveknél. Kritikusan értékelik a Liechtensteini Egyetem 15 millió svájci frankos éves kiadásait, mivel a hallgatók és az alkalmazottak 90%-a nem liechtensteini illetőségű.

## Fordítás
- Ez a szócikk részben vagy egészben  a   Die Unabhängigen (Liechtenstein) című német Wikipédia-szócikk fordításán alapul.  Az eredeti cikk szerkesztőit annak laptörténete sorolja fel. Ez a jelzés csupán a megfogalmazás eredetét és a szerzői jogokat jelzi, nem szolgál a cikkben szereplő információk forrásmegjelöléseként.